# Gyhum
Gyhum è un comune di 2.370 abitanti della Bassa Sassonia, in Germania.
Appartiene al circondario (Landkreis) di Rotenburg (Wümme) (targa ROW) ed è parte della comunità amministrativa (Samtgemeinde) di Zeven.